# Schmelzverbrennung
Schmelzverbrennung bezeichnet im Bergsport und Industrieklettern das Durchschmelzen von Seil oder Schlingenmaterial durch ein anderes Seil, das unter Belastung darüberläuft (z. B. durch Ablassen über eine Bandschlinge).
Unkritisch sind Situationen, in denen stets andere Seilstellen aufeinander reiben, z. B. wenn sich das Seil kreuzt, oder die erwünschte Reibung bei der HMS-Sicherung, da hier die entstehende Reibungswärme entlang des weiterlaufenden Seiles schnell dissipiert wird. Gefährlich wird es erst dann, wenn ein Seil über immer die gleiche Stelle des anderen Seiles oder der Schlinge läuft, und sich die Hitze dort konzentriert. 

## Physikalische Erklärung
Fasern aus Polyamid (PA 6.6, Handelsname Nylon) haben eine Schmelztemperatur von rund 260 °C. UHMW-PE (Dyneema) schmilzt schon bei etwa 150 °C.
Die in Wärme umgewandelte Reibungsenergie berechnet sich als Produkt der durchlaufenden Seillänge {\displaystyle \mathbf {S} \,}, der andrückenden Kraft (Normalkraft) {\displaystyle \mathbf {F} _{\mathrm {n} }\,} und des Gleitreibungskoeffizienten {\displaystyle \mu _{\mathrm {k} }\,}:
{\displaystyle E_{th}=\mathbf {S} \cdot \mu _{\mathrm {k} }\ \cdot \mathbf {F} _{\mathrm {n} }}.
Die andrückende Kraft {\displaystyle \mathbf {F} _{\mathrm {n} }\,} wird wesentlich von der am Seil hängenden Last bestimmt. Die Geschwindigkeit des Seildurchlaufs bestimmt die in einer Zeiteinheit durchlaufende Seillänge {\displaystyle \mathbf {S} \,}; die Zeit ihrerseits, wie viel der entstandene Wärmeenergie durch Wärmeleitung und Seilbewegung abtransportiert wird, bzw. sich die Temperatur im stillstehenden Gewebe erhöht.

## Experimente
Praktische Versuche mit dem Ablassen einer Last von 80 kg haben gezeigt, dass eine 5 mm starke Reepschnurschlinge bereits nach einem Meter Durchlauf eines 9-mm-Seils durchgeschmolzen ist; eine 10 mm starke Schlinge nach etwa fünf Metern mit einem 11,5 mm starken Seil.
Nach dem Ablassvorgang hat die Schlinge eine Fehlstelle von der Dicke des bewegten Seiles. Das hier fehlende Material ist entlang des Seiles aufgeschmolzen.